# Alfred Hans Kuby
Alfred Hans Kuby (* 19. Februar 1923 in Edenkoben; † 9. März 2014 ebenda), kurz Alfred H. Kuby, war ein deutscher Heimatforscher, Pfarrer und evangelischer Theologe.

## Leben
Kuby studierte in Tübingen, Heidelberg und England. Sein Vikariat absolvierte er in Rammelsbach und Ludwigshafen-Nord. Im Jahr 1954 trat er seine erste Pfarrstelle in Trippstadt an. Anschließend folgte eine Pfarrstelle in Zweibrücken von 1959 bis 1968. Ab 1968 leitete er die Evangelische Akademie der Pfalz (Speyer), bis zu seiner Pensionierung 1986.
Er veröffentlichte ausgiebig zur pfälzischen Heimatgeschichte, insbesondere zur Kirchen- und Familiengeschichte. Kuby war freier Mitarbeiter am Institut für pfälzische Geschichte und Volkskunde. 1990 erhielt er die Ehrendoktorwürde der Philosophischen Fakultät der Universität des Saarlandes. Darüber hinaus war er Schriftleiter der „Blätter für pfälzische Kirchengeschichte und religiöse Volkskunde“, Herausgeber der „Jüdischen Lebensgeschichte aus der Pfalz“ und Ehrenmitglied des „Vereins für Pfälzisch-Rheinische Familienkunde“.
Im Jahr 1946 heiratete er Marta Müller. Aus der Ehe gingen vier Kinder hervor, darunter Christine Kuby. Er wurde auf dem Friedhof Edenkoben beigesetzt.

## Veröffentlichungen (Auswahl)
- mit Paul Börger: Kirchengeschichte. für die evangelische Unterweisung im Bereich der Pfälzischen Landeskirche. Quelle & Meyer, Heidelberg 1968.
- als Hrsg.: 1200 Jahre Edenkoben. Südwestdeutsche Verlagsanstalt, Mannheim 1969.
- Johann Adam Hartmann aus Edenkoben (1748–1836); ein Vorbild zu J. F. Coopers Lederstrumpf. Verkehrsverein, Edenkoben 1973.
- Genealogical queries & reports of research: Commemorating 300 years of German immigration to the United States of America : a 1982–1983 project of the Pennsylvania Chapter of the Palatines to America. Pennsylvania *Chapter, Palatines to America, Mechanicsburg 1983.
- mit Clemens Jöckle: Edenkoben, Prot. Kirche (Pfalz). Schnell & Steiner, München 1984.
- mit Helmut Kimmel: Die Wiederbesiedlung des Amtes Bolanden nach dem Dreissigjährigen Krieg. Heimatstelle Pfalz, Kaiserslautern 1985.
- als Hrsg.: Juden in der Provinz. Beiträge zur Geschichte der Juden in der Pfalz zwischen Emanzipation und Vernichtung. 2. Auflage. Verl. Pfälz. Post, Neustadt a.d. Weinstraße 1989, ISBN 3-926912-05-7.
- 1833 thru 1906 : Palatine emigrants from Edenkoben (in Rheinland Pfalz, West Germany) to North America. Pennsylvania Chapter of Palatines to America, Mechanicsburg 1989.
- als Hrsg.: Pfälzisches Judentum gestern und heute. Beiträge zur Regionalgeschichte des 19. und 20. Jahrhunderts. 1. Auflage. Verl. Pfälzische Post, Neustadt a.d. Weinstrasse 1992, ISBN 3-926912-19-7.
- Transcript of lectures : presented at Pennsylvania Chapter, Palatines to America Fall Conference, New Holland, Pennsylvania, 14 October, 1995. Pennsylvania Chapter, Palatines to America, New Holland 1995.